# Centro 73
Centro 73 (prononcé [tʃenˈtɾo ʃaiˈzetʃʲ ʃi ˈtrej]) était un centre social et culturel de Chișinău et le premier squat créé en Moldavie qui a ouvert le 25 septembre 2010 et fermé en décembre 2010. Il était situé 73, rue Alexei Mateevici.
Le nom est constitué d'une private joke faisant référence au fait que le propriétaire du bâtiment est italien (centro signifie centre en italien) et du numéro du bâtiment dans la rue.

## Fonctionnement
Le centre fonctionnait avec des principes qui sont habituellement associés à celui de squat, tels qu'autonomie, autogestion, non-commercial, DIY. Il était aussi impliqué dans les échanges inter-culturels, puisqu'il était fréquenté par des Moldaves, mais aussi des étrangers, principalement issus de la communauté internationale de volontaires de Chișinău. Les langues le plus utilisées dans le squat étaient le roumain et l'anglais.
Le 20 novembre 2010, Centro 73  a organisé une action solidaire envers les prisonniers politiques en Biélorussie.

## Activités
Le but de Centro 73 était de proposer différentes activités sociales et culturelles, telles que :
- une exposition de photographies permanente
- un free shop
- un bar à prix libre
- des cafés philosophiques
- des ateliers de théâtre
- des bœufs
- différents ateliers informatifs, créatifs ou artistiques
- des après-midis cuisine et repas
- des fêtes

## Viabilité
Le propriétaire du bâtiment veut le détruire pour construire un centre d'affaires, mais il n'est pas autorisé car le bâtiment est protégé. Le premier novembre 2010, une manifestation a été organisée par Centro 73 pour lutter contre la démolition des bâtiments du centre historique de Chișinău. En décembre 2010, une barrière a été construite autour du bâtiment et des travaux ont commencé, ce qui a mis fin à l'aventure du squat.